# Class 33
Class 33 van British Rail (BR), ook bekend als BRCW Type 3 of Cromptons, is een reeks diesellocomotieven die tussen 1960 en 1962 is gebouwd door Birmingham Railway Carriage and Wagon Company voor de Southern Region van British Rail.
De locomotieven werden gebouwd volgens type 3 norm (1.156 kW) als opgevoerde versie van de Class 26 die volgens de type 2 norm (865 kW) waren gebouwd. Dit werd bereikt door de stoomgenerator te verwijderen en de 6 cilinder motor te vervangen door een 8 cilindermotor. Dit was mogelijk door de behoeften van de Southern Region: Getrokken reizigerstreinen werden vooral ingezet in het toeristisch verkeer dat de grootste drukte in de zomer te verwerken kreeg als de treinverwarming niet nodig was. In de winter zouden ze worden ingezet in de goederendienst, zodoende werden ze de sterkste Bo-Bo diesellocomotief. Bijkomend voordeel was dat de onbetrouwbare stoomgeneratoren konden worden vermeden.
De Birmingham Railway Carriage and Wagon Company (BRCW) bouwde 98 stuks die bekend werden als "Cromptons" naar de elektrische installatie van Crompton Parkinson die in de Class 33 werd gebruikt.
Net als de BRCW locomotieven met een lager vermogen, de reeksen Class 26 en Class 27, was de gehele bovenbouw, inclusief de cabines, van staal. Van buiten leken ze sterk op de Class 26, maar hadden ze, voor de Southern regio kenmerkende, twee cijferige treinaanduidingen achter de voorruit. In 1957 kregen de locomotieven de nummers D6500–D6597.

## Achtergrond

### Aanloop
De locomotieven waren nodig, niet zoals je zou verwachten, in het kader van een elektrificatieproject. Het Kent Coast scheme was een van de vijf grote elektrificatieprojecten uit het moderniseringsplan uit 1955. De eerste fase van het project omvatte de elektrificatie van het merendeel van het spoor ten oosten van de lijn Reading - Portsmouth. Voor de secundaire en zijlijnen die niet geëlektrificeerd werden, zoals de Hastingslijn tussen Tonbridge en West St. Leonards, werden diesel-elektrische treinstellen aangeschaft voor de reizigersdienst. Het project omvatte de elektrificatie van 400 km spoor voor ongeveer  £25 miljoen hetgeen in februari 1956 werd goedgekeurd door de British Transport Commission (BTC).
De Southern Region richtte een elektrificatie-commissie op die vanaf augustus 1955 maandelijks bijeenkwam. De elektrificatie in het zuidoosten werd in twee fases gedeeld. De eerste omvatte spoorlijnen in Noord-Kent langs Medway en Margate, inclusief de Sheernesslijn die niet was opgenomen in eerdere voorstellen voor elektrificatie. De tweede omvatte de rest van de spoorlijnen in het zuidoosten. Aanvankelijk werd uitgegaan een behoefte aan 88 Bo-Bo diesellocomotieven van 750 kW en 20 van 1500 kW. In november was dit herzien tot 98 locomotieven van 750 tot 930 kW, op grond van een totaal afgelegde afstand van 3.823.196 km per jaar. De locomotieven zouden worden ingezet in de reizigersdienst en pakket- en goederentreinen, alsmede interregio diensten.
In april 1956 werd duidelijk dat het vermogen van de locomotieven te laag zou zijn gezien het voornemen van de Southern Region om de stoomverwarming te vervangen door elektrische verwarming (ETH) van de rijtuigen. Als tussenoplossing wilde men 15 Sulzer Type 2 locomotieven onderbrengen in de Southern Region. De elektrificatie-commissie bracht de BTC in oktober op de hoogte van hun behoefte en gaf aan dat er contact was gelegd met Sulzer Brothers Ltd. om te kijken of een locomotief met een vermogen van 1120 - 1300 kW gebouwd zou kunnen worden. Op 4 december werd op een vergadering van de algemeen directeur en de adjunct-directeuren van de Southern Region en de secretaris-generaal van de BTC, de chef ingenieur en een technicus besloten om English Electric aan te zoeken voor de bouw. Dit ging in tegen het beleid van destijds om opdrachten uit te schrijven, maar dit werd gedaan om zo snel mogelijk de locomotieven te kunnen aanschaffen. Een paar dagen later sprak BTC voorzitter Sir Brian Robertson tijdens een receptie over het plan met een directeur van Vickers-Armstrong Ltd. Vickers-Armstrong was de bouwer van de Sulzer motoren in het Verenigd Koninkrijk en was ontstemd over de gang van zaken, derhalve maakten ze bezwaar tegen het besluit. In februari 1957 besloot de BTC alsnog tot het uitschrijven van een openbare aanbesteding.

### Bestelling
Om fase 1 van de elektrificatie per juni 1959 te kunnen afronden moesten 45 diesellocomotieven beschikbaar zijn. Aanvullend werden 15 Class 24-locomotieven geleend van de London Midland Region. De biedingen werden in juli 1957 ingediend bij de elektrificatie-commissie, die haar aanbevelingen deed aan de BTC. Op 8 augustus kwam de BTC bijeen en besprak de order voor 45 locomotieven voor een stuksprijs van £76.970. De bouw werd gegund aan de Birmingham Railway Carriage and Wagon Company (BRCW), met een elektrische installatie van Crompton Parkinson en motoren van Sulzer. De levering zou plaatsvinden vanaf april 1959 met de bedoeling om 30 locomotieven in juni in dienst te hebben. Ondanks een lagere prijs en een kortere levertijd ging de opdracht aan English Electric voorbij. De BTC keurde de aankoop goed op 26 september, maar de bestelling werd pas gedaan op 5 december. Volgens de bepalingen van de aanbesteding moest de levering 21 maanden na de bestelling beginnen en 3 locomotieven per maand worden geleverd. Dit betekende dat de eerste locomotief in november 1959 geleverd zou worden en de laatste in februari 1961. Geen van de locomotieven zou in dienst komen voor de beoogde begindatum van fase 1 van het elektrificatie project. De eerste locomotief werd inderdaad na 21 maanden geleverd, de volgende maand werden er slechts twee geleverd, pas daarna was er sprake van 3 per maand zodat de laatste pas in maart 1961, een maand later dan beoogd, werd geleverd.
In februari 1958 keurde de BTC de aankoop van 34 locomotieven volgens type 2 normen goed, maar stelde de beslissing over 51 exemplaren, waaronder 20 voor fase 2 van het elektrificatieproject, die in 1959 gebouwd zouden worden uit. In november werd de elektrificatie-commissie medegedeeld dat de uitstroom van stoomlocomotieven zou worden vertraagd. Ze spraken af om aan te dringen op de aankoop van een tweede partij van twintig locomotieven, hetgeen later die maand door de BTC werd besproken. De BTC stemde in met het bod van BRCW om deze te leveren voor een stuksprijs van £78.940. 11 locomotieven zouden worden geleverd in december 1960 en de rest in februari 1961.
In februari 1959 besprak de elektrificatie-commissie de aanschaf van een derde partij van 33 locomotieven, waaronder 12 die geschikt zijn voor de Hastingslijn. De BTC keurde de aanschaf van de 12 locomotieven voor de Hastingslijn goed, maar stelde de beslissing over de andere 21 uit. De stuksprijs van deze locomotieven was £78.858. In juli betoogde de elektrificatie-commissie dat de overige zonder vertraging moesten worden besteld. In augustus kwam de vrees op dat de training van het personeel in de knel zou komen als de locomotieven pas laat zouden worden geleverd. De BTC keurde de aanschaf van de laatste 21 goed in september voor een stuksprijs van £78.380. Dusdoende was de reeks als volgt samengesteld;
- Partij 1, 45 stuks nrs. D6500–44.
- Partij 2, 20 stuks nrs. D6545–64.
- Partij 3, 12 stuks nrs. D6586–97 (Hastingslijn).
- Partij 4, 21 stuks nrs. D6565–85.

### Levering
In december liet BRCW aan de elektrificatie-commissie weten dat de eerste locomotief op z'n vroegst zou worden geleverd op 8 januari 1960. De elektrificatie-commissie vergaderde weer op 14 januari waar duidelijk werd dat de eerste locomotief niet voor 22 januari zou komen en de tweede pas in februari en 9 in april. De hoop was dat de eerste partij van 45 locomotieven in oktober geleverd zouden zijn. De commissie kwam op 19 januari weer bijeen en in een verklaring werd gezegd dat het de bedoeling was dat de tweede partij op 11 september 1961 volledig geleverd zou zijn. De derde partij (voor de Hastingslijn) moest uiterlijk in juni 1962 in dienst zijn. De hoop was dat de levering in juli 1961 zou beginnen en in september zou worden afgerond. Uiteindelijk werd de eerste locomotief, met bedrijfsnummer D6500, geleverd op 30 januari.
De elektrificatie-commissie kwam weer bijeen op 10 maart 1960 toen was medegedeeld dat slechts 13 van de 20 locomotieven in juni beschikbaar zouden zijn, hoewel nog steeds gehoopt werd dat alle 45 in oktober in dienst zouden zijn. Men was ongerust over de haalbaarheid van de geplande sluiting van depot Ramsgate per 14 november. Het terrein was nodig voor de nieuwbouw van een depot voor elektrische treinstellen. In mei werd op de vergadering van de commissie duidelijk dat de eerste partij locomotieven pas op 31 januari 1961 afgeleverd zou zijn en de sluiting van depot Ramsgate werd uitgesteld. Tevens werd de commissie medegedeeld dat vertraging in de levering van de derde partij uitstel zou betekenen voor de vervanging van de stoomtractie op de Hastingslijn. De volgende vergadering in juni besloot dat depot Ramsgate zou worden gesloten zodra er 35 locomotieven zouden zijn geleverd. Er werd toen aangenomen dat dit op 30 november het geval zou zijn zodat het depot op 1 december haalbaar zou zijn. Tijdens de commissievergadering van 10 november 1960 bleek dat er slechts 30 locomotieven waren afgeleverd. Dit betekende dat depot Ramsgate niet voor 19 december 1960 gesloten kon worden, en dat de tijdige levering van de locomotieven voor de Hastingslijn onwaarschijnlijk was. Ten tijde van de commissievergadering in december waren 35 locomotieven geleverd en dus werd toestemming verleend voor de sluiting van depot Ramsgate. De BTC wilde een proef doen voor de installatie van een ETH systeem in de locomotieven, hiervoor werd een locomotief gedurende drie weken vrijgemaakt vanaf eind januari 1961.
De elektrificatie-commissie kwam weer bijeen in februari 1961. Het afleveringsschema was toen dat de tweede partij tussen 24 februari 1961 en 7 juli 1961, de derde partij tussen 8 december 1961 en 23 februari 1962 en de vierde partij voor eind juni 1962 geleverd zouden worden. De laatste locomotief van de eerste partij, de D6544, werd 14 maanden later geleverd dan oorspronkelijk gepland, de eerste van de tweede partij kwam op 7 maart. In april, bij de volgende commissievergadering, stond de afronding van de tweede partij nog steeds gepland voor 7 juli, terwijl fase 2 van de elektrificatie in juni zou worden opgeleverd, zodoende zou er een tekort van 15 locomotieven ontstaan. In mei was de afronding van de tweede partij verschoven tot 15 juli en die aflevering van de derde partij zou niet voor 23 februari 1962 beginnen en pas op 31 maart 1962 worden afgerond. De levering van de vierde partij werd ingepland voor de periode 23 januari - 31 maart 1962. In juli 1961 was de afronding van de tweede partij verder opgeschoven, nu tot 29 juli 1961. De levering van de derde en vierde partij zou later beginnen maar de afrondingsdatum bleef ongewijzigd. Op 14 september 1961 vergaderde de elektrificatie-commissie voor de laatste keer, op dat moment waren 69 locomotieven geleverd. Toen fase 2 was afgerond richtte de Southern Region de tractiecommissie op die voor het eerst vergaderde op 15 december 1961. Op dat moment waren 80 van de 85  normaalprofiel locomotieven geleverd, maar de laatste hoefde pas op 12 januari 1962 geleverd te worden. De levering van de kleinprofiel exemplaren voor de Hastingslijn zou een week later beginnen en op 6 april 1962 worden afgerond. Tijdens de vergadering werd ook gesproken over het aantal treinkilometers dat per jaar zou worden afgelegd. Aanvankelijk was dit geschat op 3.823.196 km en vervolgens naar boven bijgesteld tot 6.346.310 km, maar dat was inmiddels verlaagd tot 3.967.000 km in verband met de instroom van elektrische treinstellen voor de meeste reizigerstreinen en gewijzigde vraag in het goederenvervoer. Dit betekende dat voor de Southern Region 70 locomotieven zouden volstaan en er dus 28 overtallig zouden zijn. De inzet van de overtallige locomotieven buiten de eigen regio werd besproken, maar kon alleen na toestemming van de BTC. Hoewel de BTC bevoegd was om locomotieven elders onder te brengen, hadden ze uitleg van Southern Region kunnen eisen over waarom ze de bestelling niet hadden aangepast. Op dat moment waren twee locomotieven verplaatst naar de Eastern Region als trekkracht voor de cementtreinen tussen Cliffe, Kent en Uddingston, Lanarkshire.

### Herschikking
In januari 1962 was de volgende vergadering van de tractiecommissie. Op dat moment waren 7 locomotieven in dienst voor de cementtreinen en er moest werk gezocht worden voor de resterende 21 overtallige locomotieven. Indien deze zouden worden ingezet bij de South Western Division als trekkracht voor de olietreinen van de raffinaderij van Fawley naar verschillende bestemmingen in de BR regio's London Midland en Western zouden 36 stoomlocomotieven uitgerangeerd kunnen worden. Het olievervoer was een nieuwtje waarin niet was voorzien in het nieuwbouw programma voor locomotieven. Ten tijde van de volgende vergadering van de tractiecommissie in maart waren enkele locomotieven tijdelijk ondergebracht bij de South Western Division. De BTC werd op de hoogte gebracht van de situatie rond de overtallige locomotieven. Er werd medegedeeld dat in de nieuwe dienstregeling, die in juni zou ingaan, sprake zou zijn van een flinke daling van het goederenvervoer, dit was slechts op korte termijn besloten en was niet voorzienbaar toen de locomotieven werden besteld. De BTC gaf hierop aan dat ze bezorgd was over de forse vermindering van het benodigde aantal locomotieven. Ze dachten dat de locomotieven gebruikt konden worden aansluitend op de fase 2 en 3 van het elektrificatie programma. Een andere mogelijkheid was de inzet rond Sheffield waarvoor al een bestelling van locomotieven volgens type 3 was goedgekeurd, de inzet daar kwam er niet door de afwezigheid van stoomverwarming. De tractiecommissie antwoordde dat het gebruik na de fase 2 en 3 zou worden aangehouden. Ze waardeerden het idee over de inzet rond Sheffield maar lieten weten met eigen voorstellen te komen voor de inzet in de Southern Region. In maart organiseerde de algemeen-directeur een bijeenkomst om de inzet van de locomotieven voor het olievervoer te bespreken. Op de volgende vergadering van de tractiecommissie in april werd medegedeeld dat de South Western Division de 21 locomotieven kon gebruiken voor de olietreinen van de raffinaderij te Fawley. Voor de inzet in de cementtreinen zou een formele onderbouwing voor de BTC worden opgesteld. Deze ritten waren winstgevend en de overeenkomst berustte op de inzet van de diesellocomotieven.
Tijdens een vergadering van de Southern en Eastern Region op 31 mei werd besloten dat voor de cementtreinen slechts vier locomotieven nodig waren. De Central Division kon de andere drie inzetten voor haar goederentreinen tussen Tonbridge en Reading. De BTC boog zich op 29 juni 1962 over de herschikking van de locomotieven. Vijftien zouden naar het olievervoer van de de raffinaderij van Fawley gaan, negen naar het goederenvervoer door Londen vanaf Feltham en vier naar de cementtreinen. De inzet bij de South Western Division zou 35 banen kosten en de uitstroom van 49 stoomlocomotieven mogelijk maken. Op 16 juli vergaderden functionarissen van de Southern Region over de informatie die de BTC had opgevraagd voor de definitieve herschikking. Het onderwerp stond op de agenda van het directie-overleg van de Southern Region op 6 september. De Western Region had twijfels over de inzet voor de olietreinen met een enkele locomotief. Een proef met een trein die met een locomotief 1.000 ton trok tussen Winchester en Didcot op 31 juli slaagde. De Western Region erkende tijdens de vergadering van de tractiecommissie op 12 september dat deze treinen konden rijden met een enkele locomotief.

## Ontwerp
De locomotieven waren afgeleid van de Sulzer Type 2 locomotieven die BRCW had gebouwd voor de Scottish Region van British Railways. De cabines werden iets gewijzigd, met in het midden een twee cijferige treinaanduiding achter de voorruit. Ze werden gebouwd in de BRCW fabriek in Smethwick. Het chassis en de wanden vormen samen een structuur. De cabines zijn dubbelwandig met bediening aan beide zijden om rangeerwerk makkelijker te maken. Het dak is gemaakt van met glas versterkte kunststof. De draaistellen zijn hetzelfde als die van de Sulzer Type 2, met SKF kogellagers en remmen op alle wielen. De handrem is gekoppeld aan de binnenste assen van ieder draaistel. De motor is een Sulzer 8LDA28 dieselmotor gebouwd door Vickers-Armstrong in Barrow-in-Furness, Lancashire. De motor heeft acht cilinders met een boring van  280 mm en een slag van 360 mm en levert bij 750 toeren een vermogen van 1.160 kW. De motor is uitgerust met een Sulzer de Havilland LAG 37-17 turbocharger. De elektrische generator is een Crompton Parkinson CG391-B1. De locomotieven hebben zowel lucht- als vacuümremmen en kunnen rijden in treinschakeling met andere locomotieven met een blue star besturing.

### Elektrische treinverwarming
De elektrische treinverwarming (en:electrical train heating ETH) werkte met een gelijkspanning van 800V met een generator met een vermogen van 235 kW. In de begindagen van de elektrische verwarming bij British Rail was er nog geen standaard en voor de toekomst zou er in het werkgebied mogelijk ook verwarming moeten zijn voor rijtuigen van het vaste land in boottreinen. Zowel dubbelpolige als enkelpolige systemen werden ondersteund; Het dubbelpolige werd de standaard bij BR maar sommige rijtuigen van het vaste land gebruikten het enkelpolige systeem met retourstroom via de sporen.
De tractiespanningsgenerator en de verwarmingsspanningsgenerator hadden elk een eigen stroomcircuit al waren ze mechanisch onderdeel van dezelfde machine. Een derde hulpgenerator van 57 kW verzorgde de energie voor de ventilatoren van de tractiemotoren, pompen, remuitlaten enz. De elektrische classificatie voor het tractievermogen was gelijk ongeacht of de verwarming in gebruik was, maar bij uitgeschakelde verwarming kwam het extra vermogen wel ter beschikking van de tractie.
De gewichtsbesparing door de afwezigheid van de stoomketel en de bijbehorende brandstof- en watertoevoer betekende dat de tankinhoud ten opzichte van de Type 2 kon worden vergroot van 2.250 tot 3.600 liter.

## Nieuw gebouwde locomotieven

### Class 33/0 – standaard locomotieven
Alle 86 locomotieven uit de eerste leveringen, bedrijfsnummers D6500 -  D6585, werden gebouwd als standaard locomotief. Binnen de computernummering (TOPS) werden ze ingedeeld als class 33/0 en de nog niet uitgerangeerde exemplaren, met uitzondering van de 19 voor trek-duwtreinen omgebouwde exemplaren, kregen de nummers 33 001–33 065. De locomotieven werden gebouwd met omgrenzingsprofiel 4, dat de standaard was en gelijk was aan het omgrenzingsprofiel C1 van British Railways. Alle 86 exemplaren vielen in gewichtsklasse RA6 (=aslast ≤20.3 ton). Twee locomotieven met schade door ongelukken waren uitgerangeerd voordat TOPS van kracht werd.

### Class 33/2 – kleinprofiel locomotieven

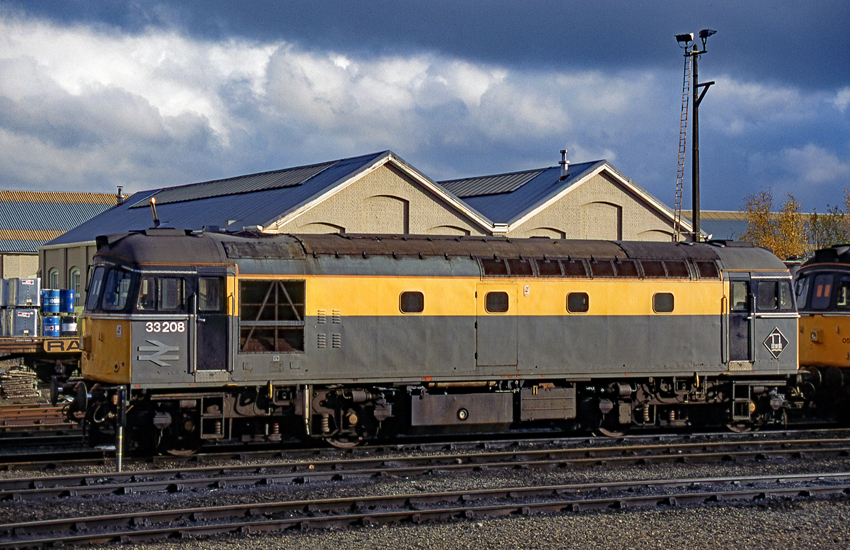
33208 in de BR civil engineers kleurstelling in Eastleigh, 1995

Partij 3, die als laatste geleverd werd, bestond uit 12 kleinprofiel locomotieven in verband met de tunnels tussen Tunbridge Wells in Kent en Hastings in Sussex. De Hastingslijn kende een omgrenzingsprofiel 0. Hierom moest een kleinere breedte worden aangehouden om de hoekige tunnelbekleding op de lijn te vermijden, hetgeen leidde tot de bijnaam 'Slim Jims'. Deze locomotieven waren inclusief de trappen 2,64 m breed met een 2,48 m brede bovenbouw. Aanvankelijk hadden ze de nummers D6586 - D6597, binnen TOPS werden ze omgenummerd naar 33201 - 33212. Deze locomotieven hadden een snelheidsregeling voor lage snelheden zodat ze bloktreinen door een laad en los installatie konden trekken. ook deze locomotieven vielen in de gewichtsklasse 6.

## Begin tijd

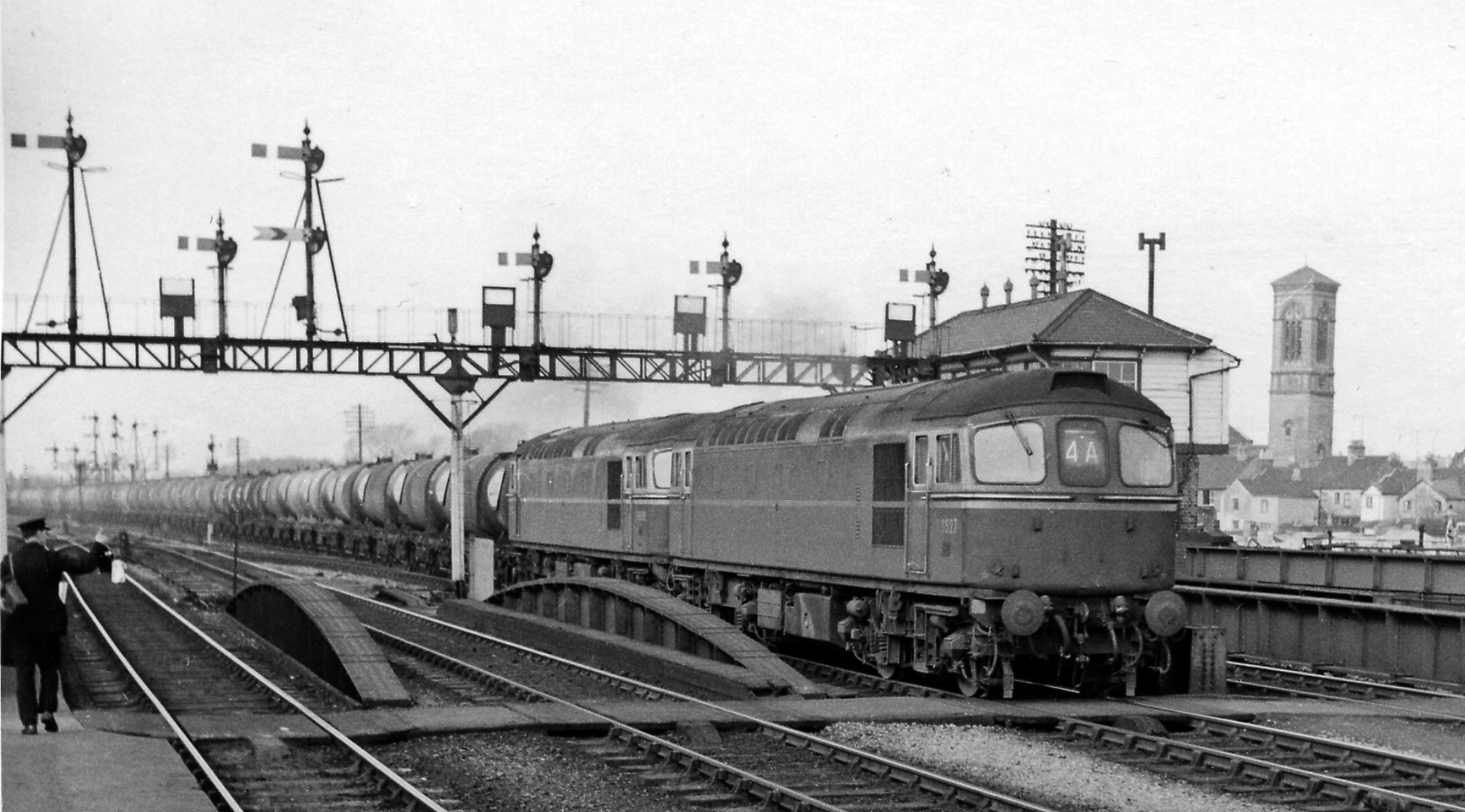
Twee 33en (D6527 en D6505) te Oxford met een olietrein van Bromford Bridge naar Fawley in maart 1964.

De eerste van de reeks, D6500, kwam in dienst op 30 januari 1960, De D6501 op 28 februari en de D6502/3/4 in maart. Op 2 april trokken de D6502 en de D5012 een boottrein van London Victoria naar Dover Western Docks via Medway. De nieuwe dienstregeling werd op 13 juni van kracht. Er waren 12 locomotieven beschilbaar, hetgeen genoeg was om de reeks te introduceren in de reizigersdienst van onder meer de Man of Kent en de Night Ferry. Daarnaast werd de reeks geïntroduceerd in de goederendienst tussen Hither Green en Dover. Ze werden toegelaten om treinen te trekken van tot 500 ton via Tonbridge, afnemend tot 460 ton via Chislehurst en Faversham en tot 450 ton via Maidstone East. Op 17 juli werden de D6506, de E5004 en de 20002 gebruikt voor het testen van raillassen op de Brighton Main Line tussen Three Bridges en Haywards Heath.
Met ingang van de winterdienstregeling in september werd de reeks grotendeels uit de reizigersdienst gehaald omdat de rijtuigen nog steeds met stoom verwarmd werden. Sommige treinen werden overgenomen door stoomtractie en andere door Type 2 locomotieven. Af en toe werd de reeks ingezet voor onverwarmde reizigerstreinen. De D6504 werd in de Eastern Region gebruikt voor proeven met de elektrische treinverwarming. Op 17 en 18 februari werd ze tentoongesteld in Stratford ter gelegenheid van een bijeenkomst van de UIC nadat ze tussen 13 en 17 februari was ingezet in de getrokken treinen tussen London King's Cross en Edinburgh Waverley. Fase 2 van het  elektrificatieprogramma begon op 12 juni 1961. De laatste locomotief van de tweede partij, de D6564, werd geleverd op  28 juli 1961. De levering van de vierde partij vond plaats tussen 18 augustus 1961 en 12 januari 1962.
In november 1961 werden de D6569 en D6559 overgebracht naar de Eastern Region om te worden ingezet voor de cementtreinen tussen Cliffe en Uddingston. Deze treinen bestonden uit 30 wagons met een treingewicht van 1.050 t. Twee locomotieven trokken treinen tussen Cliffe en Ferme Park, vlak ten noorden van King's Cross, waar de treinen werden overgenomen door locomotieven van de Eastern of North Eastern Region. Er bleek vrij snel dat de locomotieven niet in staat waren om de dienstregeling aan te houden. De Southern Region stemde in met het gebruik van haar locomotieven ten noorden van Ferme Park, met York als verste punt, door personeel van de Eastern Region. Dit betekende een vroegere aankomst in York en een aankomst volgens dienstregeling in Uddingston. Voor deze diensten werden zeven locomotieven, waarvan een als reserve, ingedeeld. De operationele kosten, exclusief de salarissen, bedroegen £104 per trein. De helft werd uitgevoerd met stoomtractie. Een retour-reis nam 44 uur in beslag. Een van deze treinen met de D6558 verscheen in de door The Rank Organisation geproduceerde film High, Wide and Faster uit 1963, als onderdeel van de documentaireserie Look at Life.
De derde partij werd geleverd tussen 2 februari en 12 mei 1962. In april werden drie locomotieven overgebracht naar de South Western Division om ingezet te worden voor de olietreinen van de raffinaderij van Fawley in Hampshire. Aanvankelijk werden ze ingezet tussen Fawley en Eastleigh. Eind april trok een locomotief een olietrein van Fawley naar Spondon tot aan Didcot. Op de terugweg naar Eastleigh werd een goederentrein meegenomen.
De locomotieven werden alleen uitgerust met de destijds nieuwe elektrische treinverwarming en niet met de alom aanwezige stoomverwarming die in de meeste rijtuigen werd gebruikt. Leveringsproblemen en een tekort aan stoomlocomotieven resulteerde in de inzet van vele Class 24-locomotieven die werden geleend van de Midland Region en dubbeltracties van 33en + 24en werden een normale verschijning in de reizigersdienst in de winter. Dit resulteerde in ingewikkelde rangeerbewegingen bij de eindpunten omdat de Class 24 direct aan de rijtuigen gekoppeld moest worden in verband met de stoomverwarming. Door als noodmaatregel pijpen door de class 33 aan te brengen werd dit enigszins vereenvoudigd. De Southern Region was niet gewend aan het extra werk en onderhoud in verband met de Class 24 die dan ook snel impopulair werd. Door de komst van modern materieel en een warmer seizoen werden ze teruggegeven aan de Midland Region.
In 1974 waren nog 96 exemplaren in dienst die waren ondergebracht in 2 depots; Eastleigh (49) en Hither Green (47).

## Trek-duwtreinen

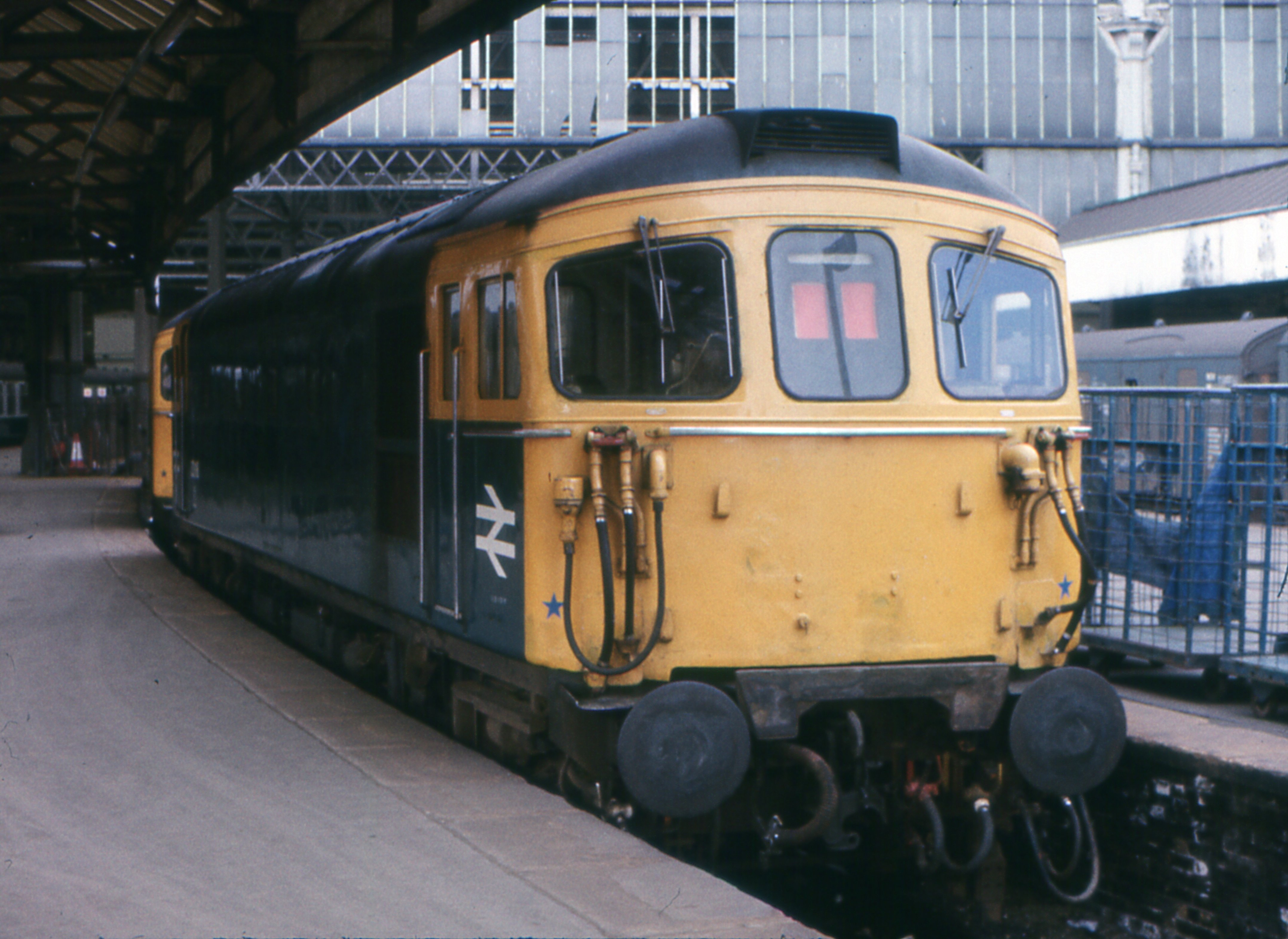
33118 te London Waterloo

Het grootste deel van de trek-duw diensten vond plaats op de destijds niet geëlektrificeerde lijn tussen Bournemouth en Weymouth en bleef gedurende 30 jaar in bedrijf. De trein naar Weymouth vertrok uit London Waterloo met elektrisch materieel gevoed met een derde rail via Winchester en Southampton naar Bournemouth. Deze trein had normaal gesproken twaalf bakken bestaande uit de krachtige Class 432 elektrische treinstellen aan de achterzijde en twee ongemotoriseerde 4-baks stellen Class 438 (4TC). In Bournemouth werd de trein gesplitst waarbij de Class 432 achterbleef aan de Londense kant van station Bournemouth terwijl de Class 438 naar Poole en Weymouth getrokken werden door een Class 33/1. Op de terugweg duwde de locomotief de trein terug naar Bournemouth waar de rijtuigen gekoppeld werden aan een wachtende 432 naar Londen en de locomotief werd afgekoppeld in afwachting van de volgende trein van Londen naar Weymouth.
Normaal gesproken was de samenstelling 4TC+4TC+Loco met de locomotief aan de landelijke zijde. Korte treinen bestonden uit een 4TC+Loco, en in zeldzame gevallen werd de samenstelling  4TC+Loco+4TC gezien. Deze samenstelling genoot niet de voorkeur omdat ze tot moeilijkheden in de dienstuitvoering leidde en ongemak voor reizigers betekende die naast de locomotief stonden als een trein voorreed langs het perron.
De Class 33/1 met een of twee 4TC stellen, normaal gesproken met de locomotief aan de landelijke zijde van de trein, verzekerde het merendeel van de reizigersdienst Waterloo – Salisbury vanaf de instroom. In verband met de overvolle perrons en het gebrek aan faciliteiten in het drukke station van Basingstoke werd gekozen om de class 33/1 de hele rit te laten maken en niet alleen de het ongeëlektrificeerde traject ten westen van Basingstoke.
Later werden ook de boottreinen tussen Londen en de veerboten tussen Weymouth en de Kanaaleilanden verzekerd door de trek-duwtreinen. Het spoor tussen station Weymouth en de kade was eigenlijk een tramspoor dat midden op harbour road lag. Dit spoor boog al ten noorden van het station af zodat de boottreinen het station van Weymouth niet konden aandoen. De boottreinen bestonden voor de trek-duwtreinen uit normale rijtuigen en de locomotief moest op de kade omlopen na aankomst bij de haven. De inzet van de trek-duwtreinen verloste SR van twee problemen:
- Omlopen op de kade was niet langer nodig.
- De locomotiefwissel, in beide richtingen, in Bournemouth verviel en de diensten werden sterk verbeterd door de problematische Class 74 uit de dienst te halen.

Hoewel zowel class 73 als 74 electro-diesellocomotieven geschikt waren voor trek-duw diensten waren ze niet sterk genoeg voor lange ritten op de dieselmotor, het vermogen van 625 pk voldeed niet eens aan de type 1 normen en was nauwelijks meer dan dat van een zware rangeerlocomotief. De volgens type 3 normen gebouwde Class 33/1 met slechts 4 tot 8 bakken kwam zelden in de reservetijd als gevolg van de treklast.
De combinaties van Class 33/1 en 4TC werden vaak ingezet voor versterkingsritten in andere diensten en waren niet beperkt tot de treinen tussen Bournemouth en Weymouth. In verband met materieeltekorten werden ze bijvoorbeeld ingezet tussen Reading en Basingstoke voor de zondagsdienst van de treindienst die normaal verzekerd werd door diesel-elektrische treinstellen. Vaak werden elektrische diensten vervangen door class 33/1 + 4TC als de spanning was afgeschakeld tijdens werkzaamheden. De trek-duwtreinen konden worden ingezet in alle diensten van de Southern Region inclusief de inter-regiodiensten; Het waren regelmatige bezoekers van Bristol Temple Meads en zijn zelfs gezien in Cardiff.
Hoewel in privé-bezit werd de 33103 en 4TC 417 verhuurd aan de Barking-Gospel Oak in verband met materieel tekort in 1999 en verzekerde gedurende enkele weken de dienst probleemloos.

### Ombouw – Class 33/1 – trek-duwgeschikt

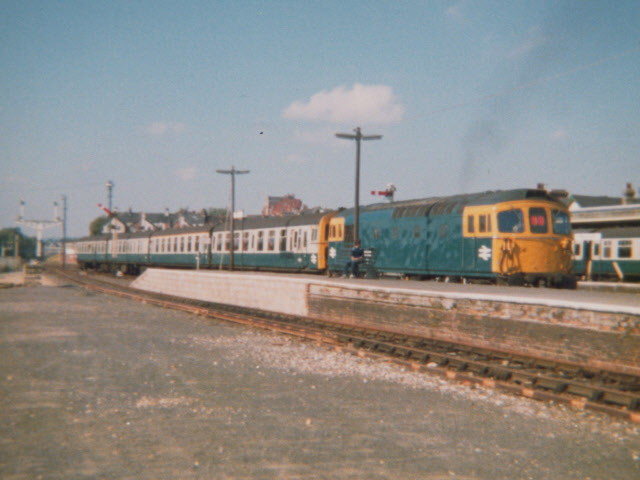
33102 duwt een 4TC vanuit Weymouth in 1987.
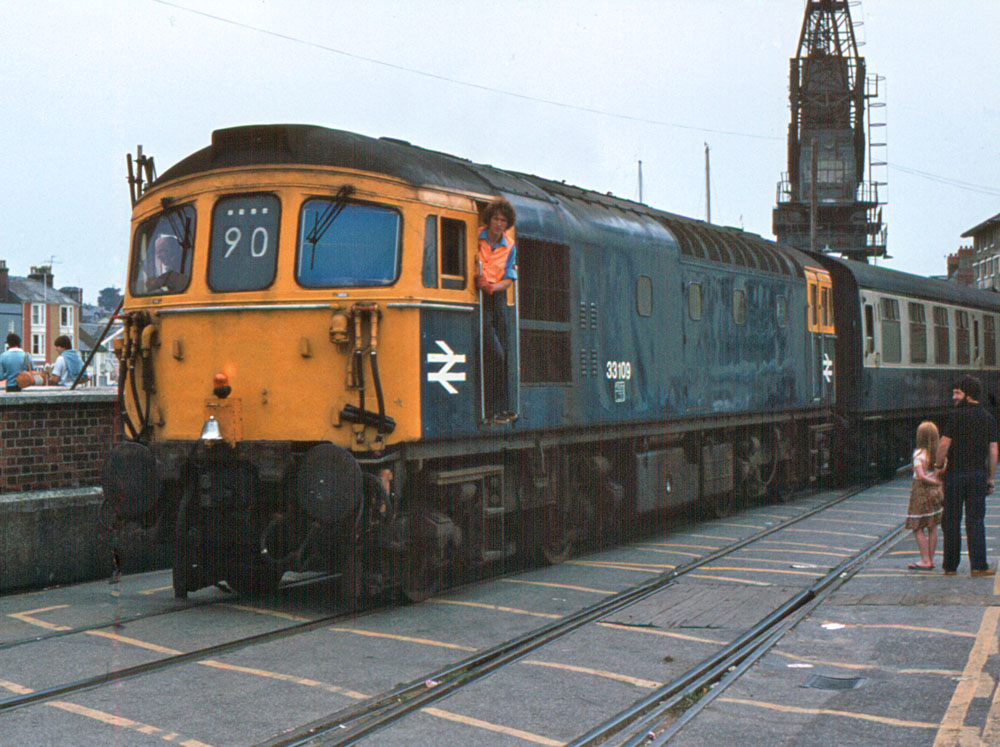
33109 rijdt de veerhaven binnen na de rit over de tramsporen door Weymouth in augustus 1981. Let op de waarschuwingsbel, het baken voor de cabine en de luchtremleidingen op perronhoogte met twee opgerolde vlaggen erachter.
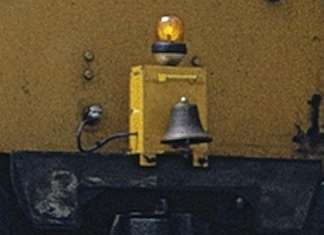
De bel en het baken voor dienst op de tramsporen, gemonteerd op de stootplaat en via een kleine stekker aangesloten op de treinsystemen zoals bij alle class 33/1 en TC-treinstellen.

Terwijl de elektrificatie met een derde rail zich verspreidde door de Southern region werd het destijds niet verantwoord geacht om dit ten westen van Bournemouth door te trekken. Derhalve werd de D6580 in 1965 voorzien van experimentele trek-duw apparatuur, hoog liggende remleidingen en aansluitkabels voor treinstellen zodat ze ook daaraan gekoppeld konden worden. De proefritten begonnen op 21 juli 1965 tussen Wimbledon Park en Basingstoke en vanaf 17 januari 1966 werden de proeven met treinen bestaande uit 6 stuurstandrijtuigen (TC) op de Oxted Line voortgezet. Het gebruik van dit materieel maakte het omlopen van de locomotief op de eindpunten overbodig omdat vanuit de stuurstand de duwende locomotief kon worden aangestuurd.
Na afloop van de geslaagde proefritten werden de D6580 en 18 anderen (D6511, D6513, D6514, D6516, D6517, D6519, D6520, D6521, D6525, D6527, D6528, D6529, D6531, D6532, D6533, D6535, D6536 en D6538) naar de werkplaats van Eastleigh gebracht om te worden voorzien van een aangepaste versie van de trek-duw-apparatuur die geheel kon worden aangesloten op de Class 73 en Class 74 electro-diesels en elk electro-pneumatisch bestuurd treinstel. Ze kwamen terug op de baan in de nieuw Rail Blue huisstijl van BR met geheel gele neuzen. De D6521 kwam terug in november 1966 en een jaar later waren ze allemaal in dienst met trek-duw-apparatuur.
Tijdens de voorbereidingen voor de computernummering werd class 34 voor de trek-duw locomotieven toegekend. Dit werd echter niet uitgevoerd en de 19 omgebouwde locomotieven werden genummerd als class 33/1 met de bedrijfsnummers 33101–33119. Ze bleken uitstekend te voldoen in de treindienst, zeer nuttig en betrouwbaar. Het prototype van de trek-duw versie (D6580, later 33119) was de enige van de Class 33 die de normale dienst reed in de groene kleurstelling met trek-duw-apparatuur. Niet verwarren met de behouden Class 33/1 die in hun erfgoed periode weer groen geschilderd zijn.

### Tram veiligheid
Voor de inzet op de Weymouth Harbour Tramway, waardoor de treinen over de openbare weg reden zonder begeleiding, moesten ze worden voorzien van waarschuwingssystemen voor het publiek. Voordat ze werden uitgerangeerd reed de Class 33 regelmatig met oliewagens voor de veerboten en af en toe boottrein-materieel tussen opstelterrein Weymouth en de veerhaven. Ze hadden een bel en lichtbaken, aan beide zijden boven het middelste frontsein samen met hoog liggende remleidingen in SR stijl, die dienden om het publiek te waarschuwen en werden bediend vanuit de cabine. Voor het hoofdlijn materieel werden twee waarschuwingsdozen gebouwd die werden ondergebracht in een kast langs het havenspoor bij de aansluiting op het opstelterrein. Een doos omvatte de gele kist met een draaiend baken en een bel die kon worden opgehangen aan een beugel vlak boven de stootplaat. De Class 33/1 en al het TC materieel hadden een ophangpunt en een stopcontact voor de voeding van de waarschuwingsmiddelen, vergelijkbaar met de RCH stopcontacten op rijtuigen. Het bestaan van twee soorten maakte het geheel ingewikkeld en in het kader van standaardisatie en het verminderen van onderhoudsrisico's werden drie dozen met accu's gemaakt die op de standaard ophanging pasten en geen stroom uit de trein betrokken. Hierdoor kon de aansturing en voeding van de waarschuwingsmiddelen tijdens onderhoud worden verwijderd, waarmee ook het onderhoud eenvoudiger werd. De oude stopcontacten werden geleidelijk verwijderd en vervangen door een afdekplaat, maar sommigen bleven tot de locomotieven werden uitgerangeerd. De nieuwe waarschuwingsmiddelen maakte het mogelijk dat ook andere reeksen als tram door Weymouth konden rijden zoals de Class 73 en Class 37 (tijdens een railtour - al had die laatste moeite met de scherpe bochten van het tramspoor in combinatie met de drie assige draaistellen). Deze latere waarschuwingsmiddelen waren een kleiner en hadden een schakelaar aan de achterkant, de geluidssignalen kwamen niet meer van een bel maar van de hoorn van de locmotieven.
De treinen voor de kade stopten bij de inrit van het station waar de waarschuwingsmiddelen werden aangebracht en getest door de conducteur. Daarnaast werden de treinen op het tramspoor begeleid door personeel met vlaggen dat de sporen vrijmaakte van voetgangers en fout geparkeerde auto's tot het punt waarbij weer op regulier spoor werd gereden bij respectievelijk het station bij de veerhaven en het opstelterrein van Weymouth. Na aankomst bij de veerhaven verplaatste de conducteur de waarschuwingsmiddelen naar de andere kant van de trein, die daarmee gereed was voor de terugweg. Later, bijvoorbeeld tijdens de Railtours, regelde de plaatselijke politie het verkeer en werden de ritten over het tramspoor steeds minder routine.

## Ongevallen en voorvallen
- Op 8 december 1961 om 2:02 reed een goederentrein achteruit in het station van Paddock Wood toen de goederentrein naar Tonbridge, die om 0:20 met de D6506 was vertrokken uit Hoo Junction, door rood reed en er op botste. De stapel wrakstukken lag onder de brug van de B2160 Maidstone Road. De lijn was gedurende 12 uur gesloten. De D6506 was zwaar beschadigd en kwam op 29 december aan voor reparatie bij de werkplaats van Eastleigh.[47][48][49]
- Op 23 maart 1963 trok de D6520 een goederentrein die ontspoorde tussen Burghclere en Highclere in Hampshire.[50]
- Op 5 maart 1964 reed de D6502 met een goederentrein aan de haak door rood bij Itchingfield Junction in West Sussex en reed achterop een andere goederentrein met twee doden tot gevolg. De D6502 was zo zwaar beschadigd dat ze ter plaatse gesloopt werd.[51]
- Op 30 september 1966 reed de D6535 met een goederentrein door rood en ontspoorde op de ontsporingsinrichting bij Wallers Ash in Hampshire.[52]
- Op 16 oktober 1968 botste de D6576 met een class 47 in Reading, Berkshire. Na de berging ging de locomotief naar de werkplaats in Eastleigh Works waar na onderzoek werd vastgesteld dat herstel niet de kosten waard was. De locomotief werd uitgerangeerd in november 1968 en gebruikt als plukloc in maart 1969.[53]
- Op 4 januari 1969 werd een pakkettreien met de D6558 op kop bij Marden in Kent van achteren aangereden door een reizigerstrein.[54]
- Op 28 juli 1971 ontspoorde de D6561 die een pakkettrein trok bij Guildford in Surrey.[55]
- Op 11 september 1975, raakte de 33041 betrokken bij een botsing op Bricklayers Arms Junction en werd vervolgens afgeschreven.[56]
- Op 11 oktober 1977, trokken de 33036 en de 33043 een goederentrein die ontspoorde bij Mottingham, London. Als gevolg van de opgelopen schade werd de 33036 uitgerangeerd en gesloopt.[57][58]
- Op 25 februari 1979 trok de 33115 een reizigerstrein die in bij Hilsea in botsing kwam met een kraan van een werktrein, hierbij kwam een persoon om het leven en de 33115 bleef tot 1980 buitendienst.[59]
- Op 26 januari 1985 reed de 33104 achterop een reizigerstrein bestaande uit de 4VEP's 7754 & 7703 en de 4CIG 7395 die was gestopt bij en aardverschuiving bij Popham in Hampshire. De bemanning van de reizigerstrein had nagelaten om de achterkant van de trein te beschermen met 12 gewonden tot gevolg. De locomotief werd afgeschreven.[60]
- Op 24 maart 1987 reed een goederentrein, met de 47202 op kop, door rood bij Frome North Junction in Somerset. De 33032 met een reizigerstrein aan de haak botste frontaal op de goederentrein met 15 gewonden tot gevolg, alleen de machinist van de goederentrein raakte zwaargewond.[61][62] De 33032 werd opgeslagen bij de steenoverslag in Frome West en op 4 juni 1987 teruggereden naar de werkplaats van Eastleigh, waar de sloop volgde.[63]
- Op 20 april 1989 reed de 33107 achterop een goederentrein bij Holton Heath,[64] tussen Wareham en Hamworthy Junction, volgens het televisie nieuws kwam de machinist om toen hij van de locomotief sprong.[65]

## 83301
In mei 1991 werd de 33115 omgebouwd voor proefritten in samenhang met de bouw van de kanaaltunnel. De draaistellen werden vervangen door draaistellen met sleepcontacten en de locomotief kreeg het nummer 83301. De proefritten vonden plaats met een trein bestaande uit de 83301, 73205 London Chamber of Commerce, een Class 47/9 en 4TC treinstel 8007 tussen Waterloo en Eastleigh alsmede tussen Stewarts Lane en Dover Western Docks. In de zomer werden twee rijtuigen aan de trein toegevoegd. De 83301 werd in november 1994 uitgerangeerd. Ze werd gebruikt als plukloc en in de zomer van 1996 gesloopt.

## Erfgoed

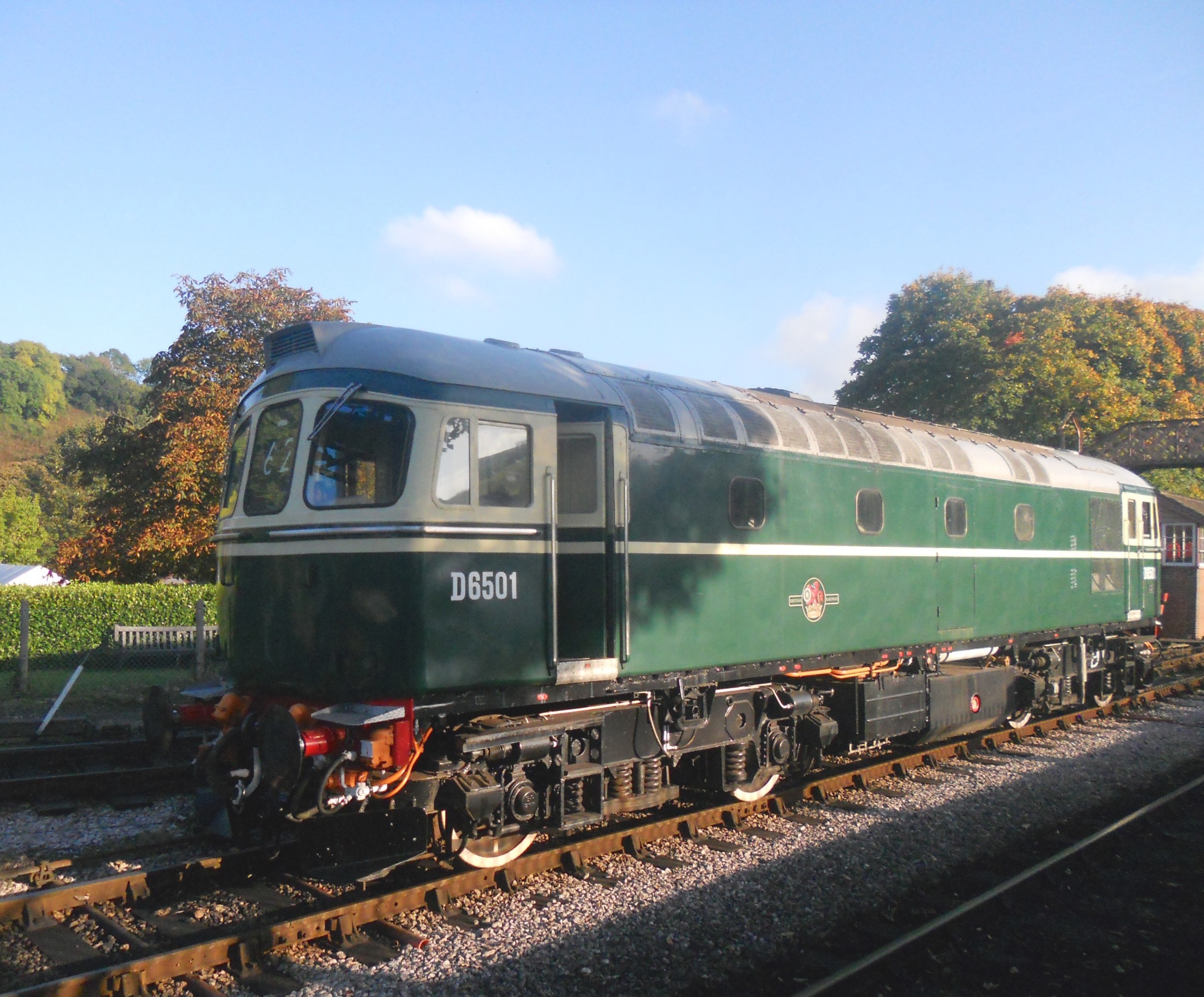
D6501 tijdens het omlopen in Buckfastleigh op de South Devon Railway.

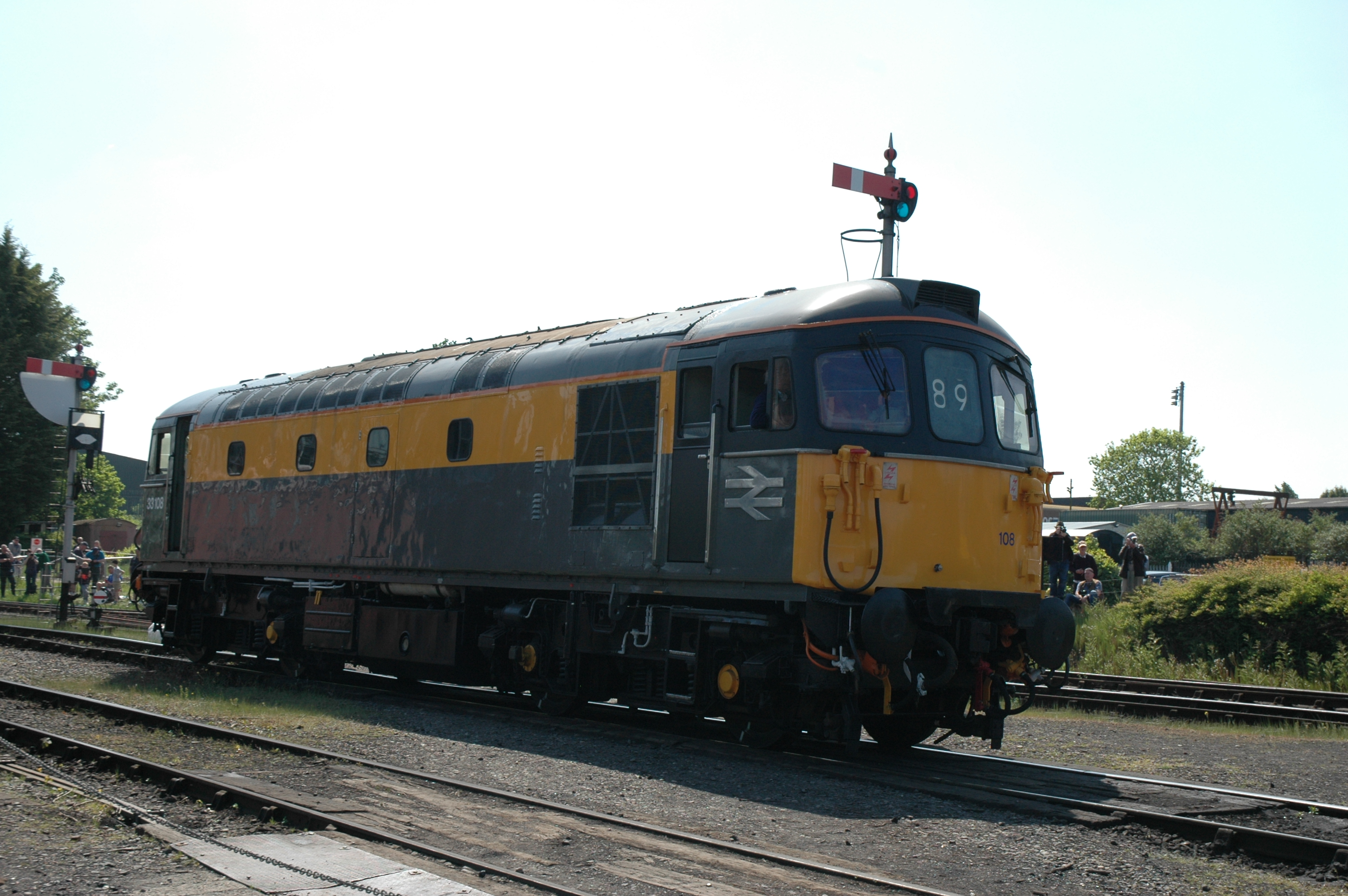
33108 rijdt station Kidderminster Town binnen op de Severn Valley Railway in mei 2023

Negenentwintig locomotieven zijn behouden als erfgoed.
| nummerreeks 1957 | nummerreeks TOPS | Naam                             | Locatie                     | Status                                       | Kleurstelling                                        |
| ---------------- | ---------------- | -------------------------------- | --------------------------- | -------------------------------------------- | ---------------------------------------------------- |
| D6501            | 33002            | Sea King                         | South Devon Railway         | Dienstvaardig                                | BR Two-Tone Grey                                     |
| D6508            | 33008            | Eastleigh                        | Battlefield Line Railway    | Wordt gerestaureerd                          | BR Green (Gele waarschuwingsvlakken)                 |
| D6515            | 33012            | Lt Jenny Lewis RN                | Swanage Railway             | Dienstvaardig                                | BR Green (Gele waarschuwingsvlakken)                 |
| D6530            | 33018            | –                                | Op privéterrein             | Wordt gerestaureerd                          | BR Blue                                              |
| D6534            | 33019            | Griffon                          | Battlefield Line Railway    | Wordt gerepareerd                            | DCE Grijs en geel                                    |
| D6539            | 33021            | Eastleigh                        | Churnet Valley Railway      | Dienstvaardig                                | Post Office Red                                      |
| D6543            | 33025            | Glen Falloch / Sultan            | Carnforth                   | Dienstvaardig met toelating voor hoofdlijnen | West Coast Railways                                  |
| D6547            | 33029            | Glen Loy                         | Carnforth                   | Dienstvaardig met toelating voor hoofdlijnen | West Coast Railways                                  |
| D6548            | 33030            | –                                | Carnforth                   | Opgeslagen als plukloc                       | Direct Rail Services donker blauw                    |
| D6553            | 33035            | Spitfire (Naam niet aangebracht) | Wensleydale Railway         | Dienstvaardig                                | Pioneer Locomotive Diesel Group, Barrow Hill BR Blue |
| D6564            | 33046            | Merlin                           | East Lancashire Railway     | Opgeslagen als plukloc                       | South West Trains blauw                              |
| D6566            | 33048            | –                                | West Somerset Railway       | Dienstvaardig                                | BR Green (Geel Front)                                |
| D6570            | 33052            | Ashford                          | Bluebell Railway            | In onderhoud                                 | BR Green                                             |
| D6571            | 33053            | –                                | Battlefield Line Railway    | Dienstvaardig                                | BR Blue                                              |
| D6575            | 33057            | Seagull (Naam niet aangebracht)  | West Somerset Railway       | Dienstvaardig                                | BR Green (Geel Front)                                |
| D6583            | 33063            | R.J. Mitchell                    | Spa Valley Railway          | Dienstvaardig                                | Railfreight Mainline Sector                          |
| D6585            | 33065            | Sealion                          | Spa Valley Railway          | In groot onderhoud                           | BR Blue                                              |
| D6513            | 33102            | Sophie                           | Churnet Valley Railway      | Dienstvaardig                                | BR Blue                                              |
| D6514            | 33103            | Swordfish                        | Ecclesbourne Valley Railway | Dienstvaardig                                | BR Engineers Grey                                    |
| D6521            | 33108            | Vampire                          | Severn Valley Railway       | Dienstvaardig                                | BR Blue                                              |
| D6525            | 33109            | Captain Bill Smith RNR           | East Lancashire Railway     | Dienstvaardig                                | BR Blue                                              |
| D6527            | 33110            | –                                | Op privéterrein             | In onderhoud                                 | Departmental grey                                    |
| D6528            | 33111            | –                                | Swanage Railway             | Dienstvaardig                                | BR Blue                                              |
| D6535            | 33116            | Hertfordshire Rail Tours         | Great Central Railway       | Dienstvaardig                                | BR Blue                                              |
| D6536            | 33117            | –                                | East Lancashire Railway     | Wordt gerepareerd                            | BR Blue                                              |
| D6586            | 33201            | –                                | Battlefield Line Railway    | Dienstvaardig                                | BR Blue (Gele fronten)                               |
| D6587            | 33202            | Dennis G. Robinson               | Mid Norfolk Railway         | Dienstvaardig                                | BR Blue                                              |
| D6592            | 33207            | Jim Martin                       | Carnforth                   | Dienstvaardig met toelating voor hoofdlijnen | West Coast Railways                                  |
| D6593            | 33208            | –                                | Battlefield Line Railway    | Wordt gerepareerd                            | BR Green (Gele waarschuwingsvlakken)                 |

## Modelspoor
De Italiaanse fabrikant Lima produceerde de Class 33, aanvankelijk in spoor H0 en spoor 0 later ook in spoor 00. 
In 2010 begon Hornby Railways met de verkoop van de Class 33 in hun Railroad lijn in BR Green in spoor 00. Dit model was voortgekomen uit het Lima model nadat Hornby in 2003 de boedel uit het faillissement van Lima had opgekocht.
Heljan maakte een Class 33 in schaal 00.
Graham Farish, onderdeel van Bachmann Industries, heeft een Class 33 in Brits spoor N (schaal 1:148 scale).